# Südandenspecht
Der Südandenspecht (Colaptes rupicola) ist eine Art aus der Gattung der Goldspechte (Colaptes) innerhalb der Unterfamilie der Echten Spechte. Der etwa grünspechtgroße Spechtvogel kommt in zwei gut differenzierten Unterarten in einer relativ schmalen Zone im zentralen Andenhochland Südamerikas vor. Die weitgehend sozial lebende Art baut in Anpassung an ihren oft baumlosen Lebensraum Niströhren in Böschungen oder Uferbänke, nur selten werden Höhlen in Bäumen oder Holzbauten gefunden. Der Andenspecht ernährt sich vor allem von bodenbewohnenden größeren Insekten. Sein Bestand gilt mit Stand 2016 als nicht gefährdet.

## Aussehen
Der Südandenspecht zählt innerhalb seiner Gattung zu den größten Arten. Mit bis zu 32 Zentimetern Körperlänge und einem maximalen Gewicht von etwas über 200 Gramm entspricht er in Größe und Masse dem in Mitteleuropa häufigen Grünspecht. In seinem Lebensraum ist er unverwechselbar.
Die Oberseite ist auf graubraunem Grund in unterschiedlichen, helleren Braun- und Weißtönen gebändert. Der Rumpf ist zum Rücken hin oft fast ungezeichnet cremefarben. Die oberen Schwanzdecken sind fast weiß und eng schwarz gebändert. Die Oberseite der Schwingen ist dunkelbraun; sie weist eine enge gelbbraune Bänderung auf. Die Oberseite des Schwanzes ist schwarz, nur die Außenfedern und die beiden Zentralfedern sind unauffällig und dünn hell gebändert. Die Unterseite ist ab der Kehle bis zum Steiß rahmfarben, an der Brust unterschiedlich intensiv orangerot behaucht. In diese Grundfärbung sind schwärzliche v-förmige Markierungen und dunkle Flecken unregelmäßig eingesprengt, die sich auch bis zu den Flanken und in die Halsregion ausbreiten können. Die Flügelunterseiten sind gelbbraun; sie weisen etwas dunklere Ränder auf, auch die Flügelspitzen sind dunkler. Einige dunkle Flecken können auf den Unterflügeldecken aufscheinen. Die Färbung der Schwanzunterseite gleicht der der Oberseite, häufig weisen die Außenfahnen der Außenfedern einen leicht gelblichen Ton auf.
Stirn, Scheitel und Nacken sind dunkel schiefergrau, an den Schläfen fast schwarz. Gelegentlich ist die Scheitelregion leicht rötlich behaucht. Der schmale und kurze schwarze Bartstreif ist manchmal leicht rötlich durchsetzt. Der übrige Kopf, die Nackenseiten und die Kehle sind ungezeichnet hell gelbbräunlich, an den Ohrdecken meist etwas dunkler. Der spitze, schmale Schnabel ist sehr lang, dunkel schiefergrau bis schwarz und deutlich abwärts gebogen. Die Augen sind zitronengelb, die Beine und die vierzehigen Füße variabel gelblichgrün bis fleischfarben gefärbt.

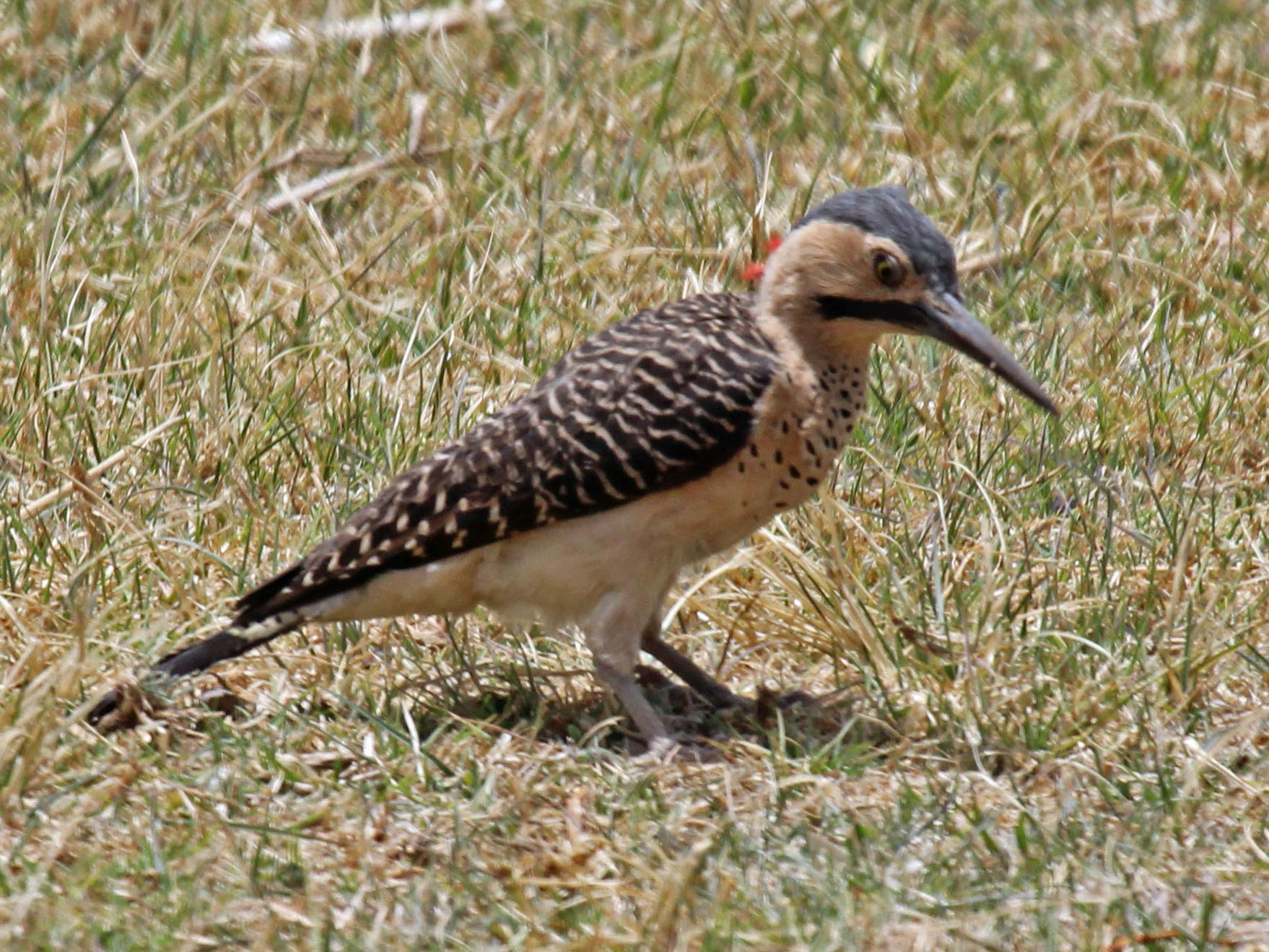
Südandenspecht

Die Geschlechtsunterschiede sind sehr gering. Weibchen der Nominatform weisen weder in der Malarregion noch am Nacken eine Rotfärbung auf; sie sind außerdem im Durchschnitt geringfügig leichter. Jungvögel sind blasser als adulte; juvenile und immature Männchen zeigen meistens deutliche Roteinschlüsse am Nacken. Der Scheitel beider Geschlechter ist mit gelblichen Federspitzen durchsetzt. Die Unterseite ist meist bis zu den Flanken eher gebändert als gefleckt.

### Stimme
Häufigster Ruf ist ein mehrsilbiger Pfiff, der sehr stark dem Ruf des Großen Gelbschenkels ähnelt. Einzelne oder gereihte wie piik oder kik klingende Laute werden als Alarmrufe eingesetzt oder dienen der innerartlichen Kommunikation. Ein lauter, klartönender in der Tonhöhe abfallender Triller wird oft von erhöhter Warte aus vorgetragen. Er kann bis zu zweieinhalb Sekunden dauern und bis zu 70 Einzelelemente enthalten. Zwischen den Unterarten bestehen recht erhebliche Unterschiede in den verschiedenen Vokalisationen.

## Verbreitung und Lebensraum

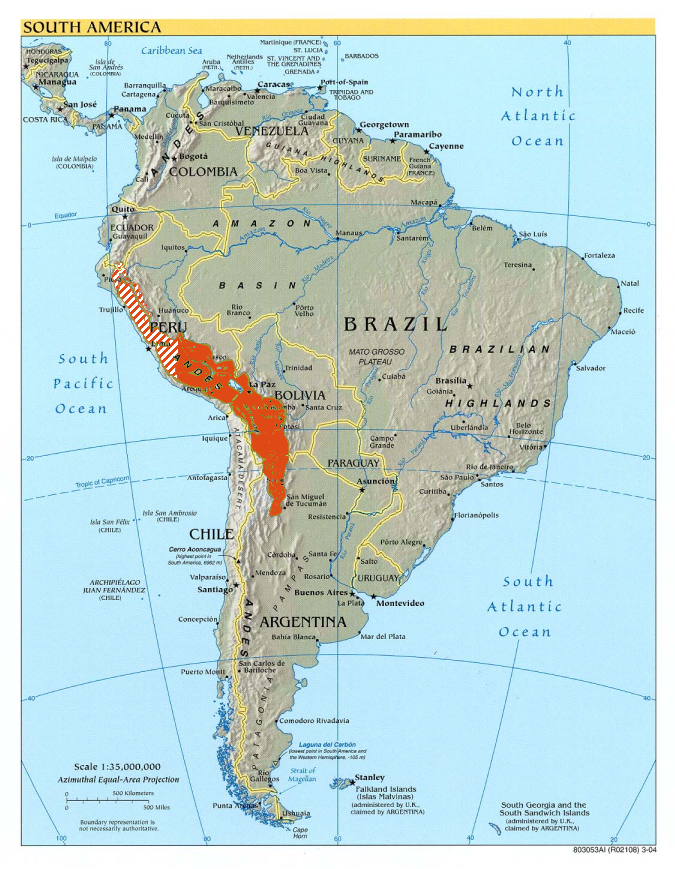
Verbreitungsgebiet des Nordandenspechtes (C.cinereicapillus) und des Südandenspechtes (C. rupicola)

Der Südandenspecht bewohnt eine unterschiedlich breite Zone der Anden vom zentralen Peru südwärts bis in den äußersten Nordosten Chiles und bis ins nordwestliche Argentinien.

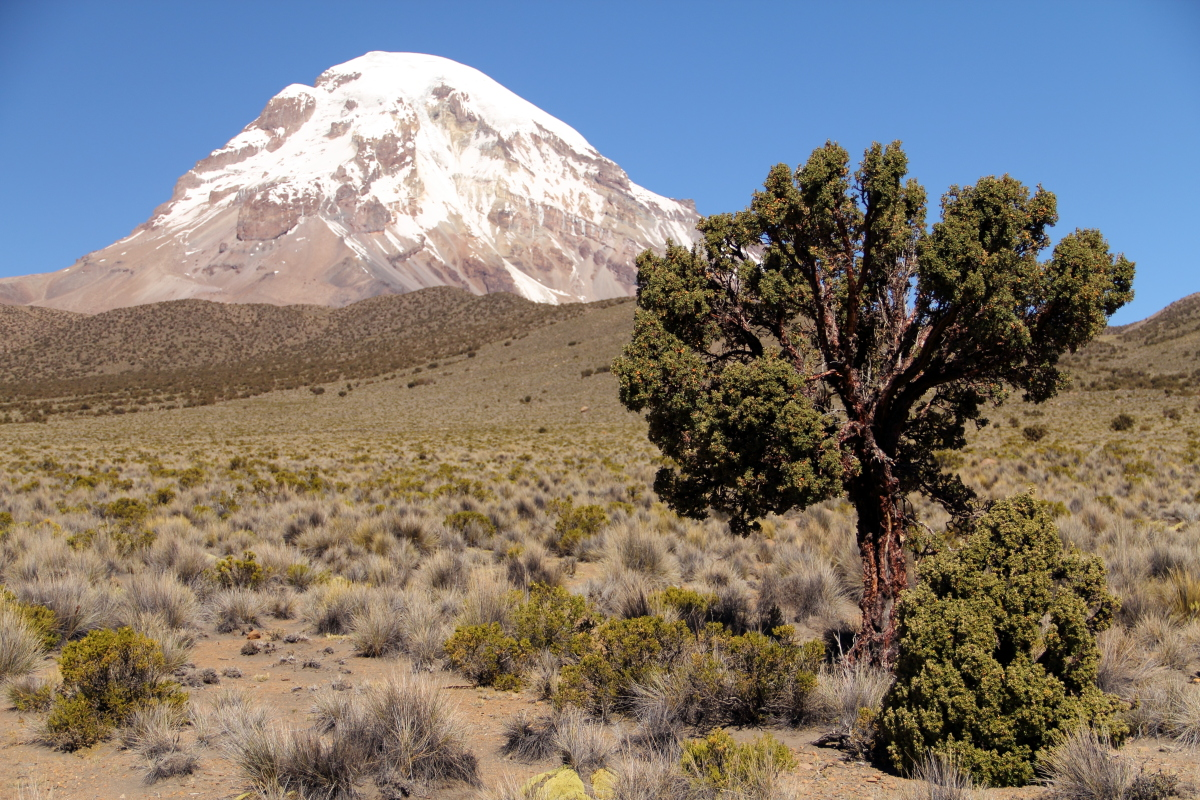
Typisches hochmontanes Habitat der Art

Er bewohnt offenes Grasland, Waldränder, lockere Bestände von Polylepis sp. nur karg bewachsene, hochmontane Geröllhalden und montanes Buschland. Er kommt häufig in der trockenen Puna und in geringerer Dichte im feuchteren Páramo vor. Bevorzugte Habitate sind mit großen Steinen oder Felsen durchsetzte Graslandschaften. Die Brutgebiete liegen in einer Zone zwischen 3000 und 5000 Metern. Bei Vögeln, die darunter angetroffen werden, dürfte es sich um Nichtbrüter handeln.

### Wanderungen
Die Art ist Standvogel, der hochgelegene Lebensraum zwingt die Vögel jedoch dazu, gelegentlich tiefer gelegene Gebiete aufzusuchen.

## Nahrung und Nahrungserwerb
Der Südandenspecht ernährt sich von Insekten, bodenbewohnende große Käfer- und Schmetterlingslarven werden bevorzugt. Er frisst aber auch Imagines vor allem von Blatthornkäfern und Motten.
Die Art erbeutet ihre Nahrung ausschließlich auf dem Boden. Dabei sondiert und stochert sie mit ihrem langen Schnabel im Boden, wendet Steine, gräbt aber auch mit den Krallen Erdreich auf. Sehr häufig sind kleinere Gruppen von bis zu 10 Tieren bei der Nahrungssuche zu beobachten. Grasige, mit Felsen durchsetzte Landschaftsstrukturen scheinen besonders attraktiv zu sein. Bei Gefahr oder zur Ruhe ziehen sich die Spechte auf diese Aussichtspunkte zurück. Bei der Nahrungssuche schreiten die Spechte, seltener hüpfen sie. Die Nahrungsgründe können oft in erheblicher Entfernung von den Niststätten liegen.

## Brutbiologie
Soweit bekannt liegt die Brutzeit zwischen September und November in Zentralperu und zwischen Januar und März in den südlicheren Gebieten. Möglicherweise finden aber auch außerhalb dieser Zeiten Bruten statt. Das Nest besteht aus einer bis zu einem Meter langen Niströhre und dem eigentlichen Brutraum. Es wird in Geländeböschungen, Uferbänke oder zwischen Felsen gegraben. Sehr selten hämmern Südandenspechte Nisthöhlen in Bäume. Die Art brütet oft in lockeren Kolonien.
Das Gelege besteht aus 2–4 Eiern, die von beiden Eltern bebrütet werden. Auch die Nestlinge werden von beiden Eltern versorgt. Weitere Angaben zur Brutbiologie liegen nicht vor.

## Systematik
Der Südandenspecht und der Nordandenspecht sind die beiden einzigen Vertreter der Gattung Colaptes in den Anden. Es werden zwei gut differenzierte Unterarten beschrieben, die sich sowohl in ihrem Aussehen als auch in Bezug auf die Lautäußerungen unterscheiden. Colaptes  cinereicapillus galt lange als Unterart des Andenspechtes; seit 2014 wird er jedoch als Nordandenspecht als eigenständige Art aufgefasst. In den Berührungszonen hybridisieren die Unterarten. Auch zwischen Colaptes r. puna und Colaptes  cinereicapillus besteht eine Berührungszone in der es zu Mischbruten kommt.
- Colaptes rupicola rupicola d’Orbigny, 1840: Die oben beschriebene Nominatform besiedelt den südlichen Teil des Verbreitungsgebietes. Sie hybridisiert in den Kontaktzonen mit C. r. puna.
- C. r. puna Cabanis, 1883 Sie ist etwas dunkler als die Nominatform; beide Geschlechter tragen ein dunkelrotes Nackenabzeichen. Beim Weibchen ist der Bartstreif oft nur angedeutet. Die Beine sind grünlichgelb. Diese Unterart schließt nach Norden hin an die der Nominatform an.

## Bestand und Gefährdung
Das Gesamtverbreitungsgebiet wird auf knapp eine Million Quadratkilometer geschätzt. In manchen Teilen des von menschlichen Eingriffen bisher weitgehend verschont gebliebenen Verbreitungsgebietes ist die Art nicht selten. Quantitative Bestandsangaben liegen nicht vor, auch Angaben zur Bestandsentwicklung fehlen. Laut IUCN ist der Südandenspecht zurzeit nicht gefährdet.

## Weblink
- Colaptes rupicola in der Roten Liste gefährdeter Arten der IUCN 2013.1. Eingestellt von: BirdLife International, 2012. Abgerufen am 9. Oktober 2013.